# František Vodňanský
František Vodňanský (13. února 1866 Lysá nad Labem – 2. července 1920 České Budějovice) byl rakouský a český politik, na počátku 20. století poslanec Říšské rady.

## Biografie
Byl politikem, publikoval politické a regionální spisy. Byl aktivní v politice v Českých Budějovicích, kde spolupracoval s Augustem Zátkou. Byl členem okresního výboru budějovického okresního zastupitelstva.
Na počátku 20. století se zapojil i do celostátní politiky. Ve volbách do Říšské rady roku 1911 se stal poslancem Říšské rady (celostátní zákonodárný sbor) za obvod Čechy 18. Usedl do poslanecké frakce Český klub (širší aliance českých, národně-konzervativních a liberálních subjektů). K roku 1911 se profesně uvádí jako majitel statku. Byl společným kandidátem českobudějovických Čechů, kterého podpořily všechny místní politické strany. Sám patřil k České straně státoprávně pokrokové.
Po vzniku Československa se stal členem Československé národní demokracie.
Angažoval se v Sokolu. Byl starostou sokolské župy Husovy a tajemníkem Národní rady v Českých Budějovicích. Zemřel v červenci 1920.